# Закшев (Люблінський повіт)
Закшев (пол. Zakrzew) — село в Польщі, у гміні Закшев Люблінського повіту Люблінського воєводства.
Населення — 511 осіб (2011).
У 1975-1998 роках село належало до Замойського воєводства.

## Демографія
Демографічна структура станом на 31 березня 2011 року:
|          | Загалом | Допрацездатний вік | Працездатний вік | Постпрацездатний вік |
| -------- | ------- | ------------------ | ---------------- | -------------------- |
| Чоловіки | 247     | 38                 | 164              | 45                   |
| Жінки    | 264     | 42                 | 133              | 89                   |
| Разом    | 511     | 80                 | 297              | 134                  |